# Kaleń Mała
Kaleń Mała – wieś w Polsce położona w województwie wielkopolskim, w powiecie kolskim, w gminie Chodów.
| SIMC    | Nazwa        | Rodzaj    |
| ------- | ------------ | --------- |
| 0282004 | Kaleń-Parcel | część wsi |
| 0282010 | Władysławów  | część wsi |

W latach 1975–1998 miejscowość administracyjnie należała do województwa konińskiego.